# Nederlands-Albanese betrekkingen
De betrekkingen tussen Nederland en Albanië zijn de internationale betrekkingen tussen het Koninkrijk der Nederlanden en de Republiek Albanië. Nederland heeft een ambassade in de Albanese hoofdstad Tirana en Albanië heeft een ambassade in Den Haag. Beide landen zijn lid van de Organisatie voor Veiligheid en Samenwerking in Europa, de Raad van Europa en de NAVO.

## Geschiedenis
Albanië verklaarde zich in november 1912 onafhankelijk van het Ottomaanse Rijk. In december van dat jaar werd het land erkend als soevereine staat. In 1913, na de Eerste Balkanoorlog, bepaalde de Vrede van Londen dat Albanië zijn status van onafhankelijkheid mocht behouden. Tevens werd er besloten dat Nederlandse autoriteiten verantwoordelijkheden hadden over het helpen opzetten van strijdkrachten van de Voorlopige regering van Albanië.
De Europese grote mogendheden wezen in 1913 Wilhelm zu Wied, een achterneef van koningin Wilhelmina, aan als vorst van Albanië. Op 1 augustus 1913 vroeg de door de mogendheden ingestelde Internationale Controle Commissie aan Nederland om een gendarmeriekorps op te zetten en daar officieren voor te leveren, om zo de orde in Albanië waar burgers in opstand kwamen tegen de regering, te herstellen. De Nederlandse majoor Lodewijk Thomson kwam om het leven. Van hem staat een standbeeld in de Albanese havenstad Durrës.
De eerste diplomatieke betrekkingen tussen Nederland en Albanië werden gelegd in 1970 toen het Socialistische Volksrepubliek Albanië diplomatieke relaties aanging met meerdere West-Europese landen.

## Landenvergelijking
|                  | Nederland                                                                                     | Albanië                                                |
| ---------------- | --------------------------------------------------------------------------------------------- | ------------------------------------------------------ |
| Bevolking        | 17.280.397 (2020)                                                                             | 3.074.579 (2020)                                       |
| Oppervlakte      | 41.543 km²                                                                                    | 28.748 km²                                             |
| Dichtheid        | 416/km² (2020)                                                                                | 106,9/km² (2020)                                       |
| Hoofdstad        | Amsterdam                                                                                     | Tirana                                                 |
| Regeringsvorm    | Constitutionele monarchie - Parlementaire democratie                                          | Parlementaire republiek                                |
| Officiële talen  | Nederlands                                                                                    | Albanees                                               |
| Religie          | 57,5% Irreligie, 27,0% Rooms-katholiek, 15,7% Protestant, 1,0% overig christelijk, 5,7% Islam | Islam 56,7%, Christendom 17%, Atheïsme 2,5%            |
| Etnische groepen | Nederlanders 80,9%, overig (19,1%)                                                            | Albanezen 82,6%, Grieken 0,9%, overig 1%, 15% onbekend |

## Minderheden
Het aantal personen in Nederland afkomstig uit Albanië is ongeveer 3700. Er wonen echter ruim 12.000 etnische Albanezen in Nederland, de meesten van hen komen uit voormalig Joegoslavië, en dan met name uit Kosovo.